# Kayak Point

Kayak Point es un lugar designado por el censo ubicado en el condado de Snohomish en el estado estadounidense de Washington. En el Censo de 2020 tenía una población de 1883 habitantes y una densidad poblacional de 132,51 habitantes por km². Fue incluido como CDP en 2013.

## Geografía
Kayak Point se encuentra ubicado en las coordenadas 48°08′33″N 122°20′32″O / 48.14250, -122.34222. Según la Oficina del Censo de los Estados Unidos,  tiene una superficie total de 14,21 km², de la cual 14,18 km² corresponden a tierra firme y 0,03 km².